# Pommerol
 (août 2019).
Si vous disposez d'ouvrages ou d'articles de référence ou si vous connaissez des sites web de qualité traitant du thème abordé ici, merci de compléter l'article en donnant les références utiles à sa vérifiabilité et en les liant à la section « Notes et références ».
Pommerol est une commune française située dans le département de la Drôme en région Auvergne-Rhône-Alpes.

## Géographie

### Localisation
Pommerol est situé à 21 km à l'est de Rémuzat.
C'est une commune composée de fermes et hameaux éparpillés dans un environnement montagneux (Préalpes).

### Relief et géologie
- Environnement montagneux, sites tourmentés[1].

Sites particuliers :
- Col de Pommerol (ou de la Fromagère) (1070 m)
- Col du Faux
- Col du Prieur
- Combe de la Galone
- Combe de l'Homme
- Combe du Loup
- Dent du Passet (1182 m)
- le Fourchat (1571 m)
- Montagne de l'Archier
- Montagne de Raton (1473 m)
- Roche Rousse
- Rochers de la Serrière (1242 m)
- Rochers des Aiguilles (870 m)
- Serre Merville  (1124 m)
- Serre Rochasson (1212 m)

### Hydrographie

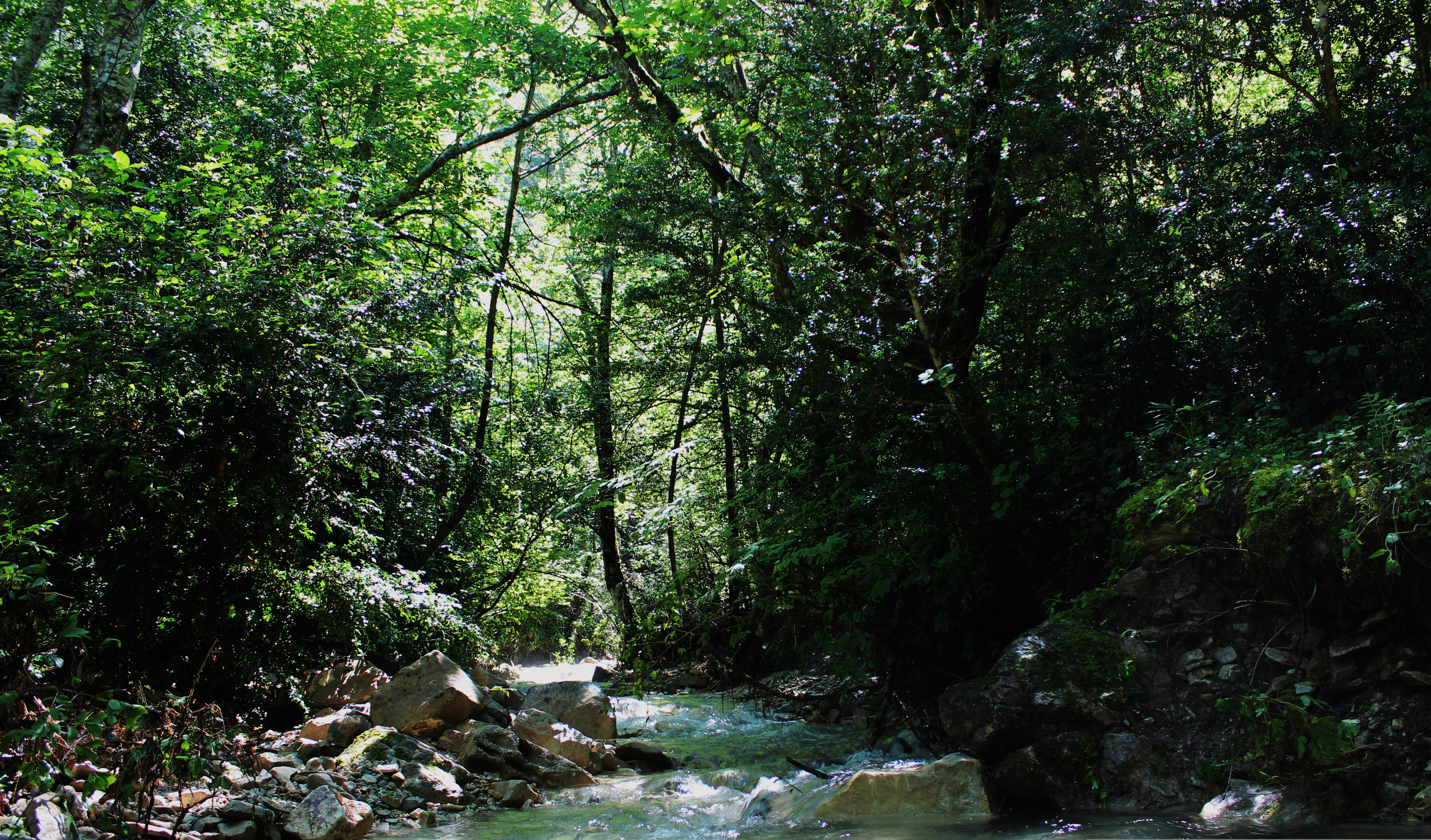
Torrent La Pommerole qui prend sa source dans la commune.

La commune est arrosée par les cours d'eau suivants :
- Ravin du Bousquet ;
- Ruisseau de Pommerol ;
- Ruisseau des Moulières (source).

Dictionnaire topographique du département de la Drôme :
- (Non daté) : Le Torrent des Pommeroles (État-major).
- 1891 : La Pommerole, ruisseau qui a sa source au Pertus, traverse la commune de Pommerol et se jette dans l'Oulle (commune de la La Charce) après 5,75 kilomètres de cours. En 1891, sa largeur moyenne est de 5,50 m, sa pente de 92 m, son débit ordinaire de 0,70 m3, extraordinaire de 10 m3.

### Climat
Pour des articles plus généraux, voir Climat d'Auvergne-Rhône-Alpes et Climat de la Drôme.
En 2010, le climat de la commune est de type climat méditerranéen altéré, selon une étude du Centre national de la recherche scientifique s'appuyant sur une série de données couvrant la période 1971-2000. En 2020, Météo-France publie une typologie des climats de la France métropolitaine dans laquelle la commune est exposée à un climat de montagne ou de marges de montagne et est dans la région climatique  Alpes du sud, caractérisée par une pluviométrie annuelle de 850 à 1 000 mm, minimale en été. 
Pour la période 1971-2000, la température annuelle moyenne est de 9,7 °C, avec une amplitude thermique annuelle de 16,9 °C. Le cumul annuel moyen de précipitations est de 993 mm, avec 8,1 jours de précipitations en janvier et 4,9 jours en juillet. Pour la période 1991-2020, la température moyenne annuelle observée sur la station météorologique de Météo-France la plus proche, « Rosans », sur la commune de Rosans à 6 km à vol d'oiseau, est de 11,7 °C et le cumul annuel moyen de précipitations est de 826,9 mm,. Pour l'avenir, les paramètres climatiques de la commune estimés pour 2050 selon différents scénarios d'émission de gaz à effet de serre sont consultables sur un site dédié publié par Météo-France en novembre 2022.

### Voies de communication et transports
La commune est traversée par la route départementale 338 reliant la Charce au col de Pommerol (ou de la Fromagère). Elle permet de passer de la Drôme aux Hautes-Alpes, en direction de Rosans.
Le chef-lieu du village est desservi par la RD 438 et le lieu-dit La Fromagère par la RD 603.

## Urbanisme

### Typologie
Au 1er janvier 2024, Pommerol est catégorisée commune rurale à habitat très dispersé, selon la nouvelle grille communale de densité à 7 niveaux définie par l'Insee en 2022.
Elle est située hors unité urbaine et hors attraction des villes,.

### Occupation des sols
L'occupation des sols de la commune, telle qu'elle ressort de la base de données européenne d’occupation biophysique des sols Corine Land Cover (CLC), est marquée par l'importance des forêts et milieux semi-naturels (100 % en 2018), une proportion identique à celle de 1990 (100 %). La répartition détaillée en 2018 est la suivante : forêts (77 %), milieux à végétation arbustive et/ou herbacée (23 %). L'évolution de l’occupation des sols de la commune et de ses infrastructures peut être observée sur les différentes représentations cartographiques du territoire : la carte de Cassini (XVIIIe siècle), la carte d'état-major (1820-1866) et les cartes ou photos aériennes de l'IGN pour la période actuelle (1950 à aujourd'hui).

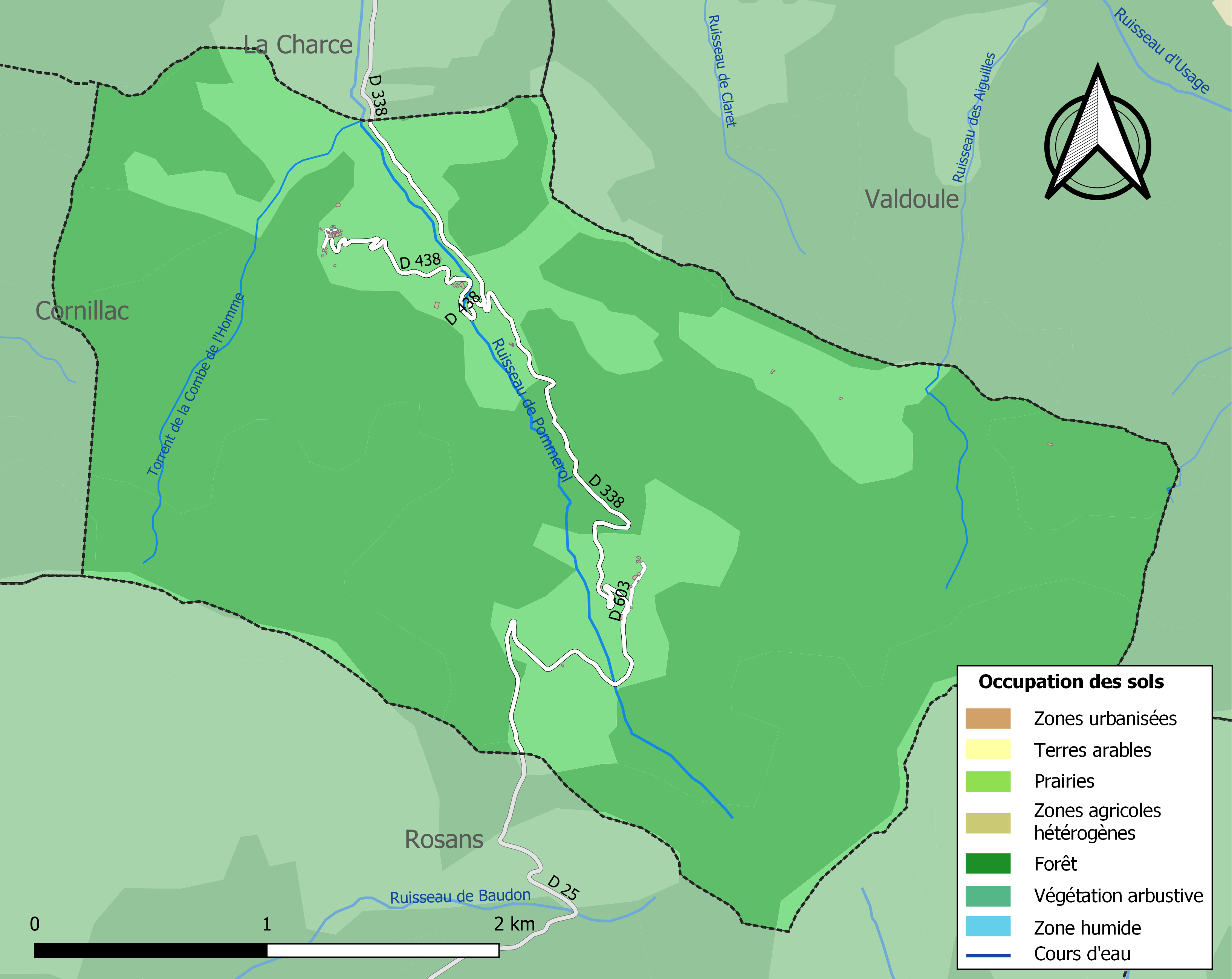
Carte des infrastructures et de l'occupation des sols de la commune en 2018 (CLC).

### Morphologie urbaine
La commune est composée de fermes et hameaux éparpillés. Le petit chef-lieu est perché.

#### Quartiers, hameaux et lieux-dits
Site Géoportail (carte IGN) :
- Forêt Domaniale de l'Eygues
- la Fromagère
- la Gineste
- la Sapie
- Laumas
- le Moulin
- le Pertus
- les Marsols
- les Molières
- les Plaines
- Passière de la Sapie
- Trescoussous

## Toponymie

### Attestations
Dictionnaire topographique du département de la Drôme :
- 1183 : mention de la paroisse : ecclesia de Pomariolo (Masures de l'Isle-Barbe, 117).
- 1251 : Pomayrol, Pomerriolum et Pomeroz (cartulaire de l'Île-Barbe, 74, 78 et 84).
- 1272 : castrum de Pomeralio (inventaire des dauphins, 222).
- 1275 : Pomereuil (inventaire de la chambre des comptes).
- 1300 : mention du prieuré : prioratus Sancti Romani Pomayrolio (archives du Rhône, fonds de l'Île-Barbe).
- 1305 : Pomairollo (archives des Bouches-du-Rhône, B 12).
- 1516 : Pomeralium (pouillé de Gap).
- 1523 : Pomeyrous (archives de la Drôme, E 4666).
- 1606 : Pomeyral (rôle de décimes).
- XVIIIe siècle : Pomereul (inventaire de la chambre des comptes).
- 1891 : Pommerol, commune du canton de Rémuzat.

### Étymologie
- Hypothèse 1 : Pommerol représenterait l'occitan pomairòl « pommeraie », du bas latin pomarium « verger », du latin pomum « fruit »[16].
- Hypothèse 2 : le nom de la commune voudrait dire « Château du Verger »[1].

## Histoire
Pour un article plus général, voir Histoire de la Drôme.

### Préhistoire
Dans un abri à 1350 m d'altitude : gravures pariétales d'oiseaux (art schématique).
- La Grotte des Sarrasins ou Grotte Écrite[17],[18],[19].

### Protohistoire
Pommerol était situé sur le territoire de la tribu gauloise des Voconces[réf. nécessaire].

### Antiquité: les Gallo-romains
- Présence de monnaies romaines[réf. nécessaire].

### Du Moyen Âge à la Révolution
La seigneurie :
- Au point de vue féodal, la terre (ou seigneurie) était du fief des barons de Mévouillon et arrière-fief des abbés de l'Île-Barbe[15].
- 1261 : elle est inféodée aux Isoard. Ces derniers la possède encore en 1305[15].
- Vers 1320 : elle passe aux Flotte[15].
- Vers 1320 : elle est vendue aux Rivière[15].
- Vers 1329 : elle appartient aux comtes de Provence qui l'intègrent dans leur claverie de la Val-d'Oule (voir plus bas)[15].

Jourdain Salle la tiendra jusqu'en 1332[réf. nécessaire] (ou Jordans Sarlle, de 1329 à 1332)[réf. nécessaire])
- Début XVe siècle : elle passe aux Beauvoir[15].
- Passe aux Baratier[15].
- 1586 : passe (par mariage) aux Raymond-Modène[15].
- Passe aux Grandis[15].

La commune fait partie de la Claverie du Val d'Oule de 1261 à 1641[réf. nécessaire].
Avant 1790, Pommerol était une communauté du ressort du parlement et de l'intendance d'Aix, viguerie et recette de Sisteron.

Elle formait une paroisse du diocèse de Gap dont l'église, dédiée à saint Pierre, dépendait d'un prieuré de l'ordre de Saint-Benoit (filiation de l'Île-Barbe) qui fut uni à la cure au début du XVIIe siècle (voir Saint-Roman).

#### Saint-Roman
Dictionnaire topographique du département de la Drôme :
- 1183 : ecclesia Sancti Romani de Pomariolo (Masures de l'Isle-Barbe, 117).
- XIIIe siècle : prioratus de Pomerriolo, Prioratus de Pomeroz et Prioratus Sancti Romani de Pomayrol  (cartulaire de l'Île-Barbe, 74, 78 et 84).
- 1516 : prioratus de Pomeriolo (pouillé de Gap).
- 1606 : le prieuré de Pomeyrol (pouillé de Gap).
- 1891 : Saint-Roman, ruine de chapelle de la commune de Pommerol. Ancien prieuré de l'ordre de Saint-Benoît et de la dépendance de l'abbaye de l'Île-Barbe, qui fut uni à la cure au début du XVIIe siècle et dont le titulaire avait la collation et les dîmes de la paroisse de Pommerol.

#### La Val-d'Oule
Ce paragraphe concerne la commune de Pommerol mais aussi celles de Cornillon, la Charce, Cornillac, Lemps, Rémuzat et Saint-May.
Dictionnaire topographique du département de la Drôme :
- 1262 : Vallis Olle vel Bodonesii (cartulaire de l'Île-Barbe, 62).
- 1272 : Vallis Olle (cartulaire des dauphins).
- 1331 : mention de la claverie : clararia Vallis Olle (archives des Bouches-du-Rhône, B 2067).
- 1891 : La Val-d'Oule, partie de la vallée de l'Oule et du canton de Rémuzat, appelée aussi vallée de Cornillon, et comprenant, avec la commune de ce dernier nom, celles de la Charce, Cornillac, Lemps, Pommerol, Rémuzat et Saint-May.

La seigneurie :
- Au point de vue féodal, la Val-d'Oule est une terre (ou seigneurie) des barons de Mévouillon, feudataires des abbés de l'Île-Barbe.
- 1261 : elle est acquise par les comtes de Provence qui en font une de leurs claveries.
- La terre est inféodée aux (d')Agoult.
- Elle est recouvrée par les comtes de Provence.
- 1465 : elle est cédée aux dauphins en échange de la ville de Gap.
- Après avoir donné lieu à de grands démêlés, ce traité d'échange resta sans effet, et la Val-d'Oule, comprise alors parmi les Terres adjacentes de Provence, fut réunie à la viguerie de Sisteron, dans les premières années du XVIIe siècle.

1524 (démographie) : il y a trente feux dans la Val-d'Oule.
Avant 1790, les sept communes formaient une enclave de la Provence en Dauphiné.

### De la Révolution à nos jours
Cette commune fait partie du canton de Rémuzat depuis 1790.
Autour de 1910, le village est déserté et tombe en ruine[réf. nécessaire].
Lors de la Seconde Guerre mondiale, des maquisards s'y établissent et des gens venus de villages voisins s'y cachent[réf. nécessaire].
Entre 1973 et 2000, le terrain sur lequel se trouvaient les ruines du vieux village a été acheté par le docteur Paul Vuillard et reconstruit sous sa direction avec ses amis. La propriété a été revendue en 2000 à une société civile coopérative[source insuffisante]. Les maisons, qui étaient des gîtes, sont redevenues des maisons d'habitation. Une partie du village est privatisée et interdite à la circulation[réf. nécessaire].

## Politique et administration

### Liste des maires
| Période                                                                      | Période                    | Identité                                   | Étiquette | Qualité       |
| ---------------------------------------------------------------------------- | -------------------------- | ------------------------------------------ | --------- | ------------- |
| Les données manquantes sont à compléter. : de la Révolution au Second Empire |                            |                                            |           |               |
| 1790                                                                         | 1798                       | ?                                          |           |               |
| 1798                                                                         | 1813                       | François Richaud[source insuffisante]      |           |               |
| 1813                                                                         | 1871                       | ?                                          |           |               |
| Les données manquantes sont à compléter. : depuis la fin du Second Empire    |                            |                                            |           |               |
| 1871                                                                         | 1874                       | Chrysostome Sarrobert[source insuffisante] |           |               |
| 1874                                                                         | 1878                       | Chrysostome Sarrobert                      |           | maire sortant |
| 1878                                                                         | 1884                       | C. Colomb[source insuffisante]             |           |               |
| 1884                                                                         | 1888                       | C. Colomb                                  |           | maire sortant |
| 1888                                                                         | 1892                       | Eric Lombard[source insuffisante]          |           |               |
| 1892                                                                         | 1896                       | François Sarrobert[source insuffisante]    |           |               |
| 1896                                                                         | 1900                       | Pierre Girard[source insuffisante]         |           |               |
| 1900                                                                         | ?                          | Pierre Girard                              |           | maire sortant |
| ?                                                                            | 1904                       | Alfred Bernard[source insuffisante]        |           |               |
| 1904                                                                         | ?                          | Arcile Delhomme[source insuffisante]       |           |               |
| ?                                                                            | 1908                       | Marius Sarrobert[source insuffisante]      |           |               |
| 1908                                                                         | 1912                       | Emile Dessales[source insuffisante]        |           |               |
| 1912                                                                         | 1919                       | Pierre Girard[source insuffisante]         |           |               |
| 1919                                                                         | 1925                       | Pierre Girard                              |           | maire sortant |
| 1925                                                                         | 1929                       | Pierre Girard                              |           | maire sortant |
| 1929                                                                         | 1935                       | Pierre Girard                              |           | maire sortant |
| 1935                                                                         | 1945                       | Victorin Girard[source insuffisante]       |           |               |
| 1945                                                                         | 1947                       | Victorin Girard                            |           | maire sortant |
| 1947                                                                         | 1953                       | Victorin Girard                            |           | maire sortant |
| 1953                                                                         | 1959                       | Victorin Girard                            |           | maire sortant |
| 1959                                                                         | 1965                       | Julien Bompard[source insuffisante]        |           |               |
| 1965                                                                         | 1971                       | Julien Bompard                             |           | maire sortant |
| 1971                                                                         | 1977                       | Julien Bompard                             |           | maire sortant |
| 1977                                                                         | 1983                       | Julien Bompard                             |           | maire sortant |
| 1983                                                                         | 1989                       | Gilbert Morin[source insuffisante]         |           | médecin       |
| 1989                                                                         | 1995                       | Gilbert Morin                              |           | maire sortant |
| 1995                                                                         | 2001                       | Gilbert Morin                              |           | maire sortant |
| 2001                                                                         | 2008                       | Gilbert Morin                              |           | maire sortant |
| 2008                                                                         | 2014                       | Gilbert Morin                              |           | maire sortant |
| 2014                                                                         | 2020                       | Gilbert Morin                              |           | maire sortant |
| 2020                                                                         | En cours (au 4 sept. 2021) | Gilbert Morin[source insuffisante]         |           | maire sortant |

## Population et société

### Démographie
L'évolution du nombre d'habitants est connue à travers les recensements de la population effectués dans la commune depuis 1793. Pour les communes de moins de 10 000 habitants, une enquête de recensement portant sur toute la population est réalisée tous les cinq ans, les populations de référence des années intermédiaires étant quant à elles estimées par interpolation ou extrapolation. Pour la commune, le premier recensement exhaustif entrant dans le cadre du nouveau dispositif a été réalisé en 2008.

En 2022, la commune comptait 7 habitants, en évolution de −53,33 % par rapport à 2016 (Drôme : +2,64 %, France hors Mayotte : +2,11 %).
| 1793 | 1800 | 1806 | 1821 | 1831 | 1836 | 1841 | 1846 | 1851 |
| ---- | ---- | ---- | ---- | ---- | ---- | ---- | ---- | ---- |
| 194  | 125  | 172  | 170  | 142  | 158  | 140  | 151  | 138  |

| 1856 | 1861 | 1866 | 1872 | 1876 | 1881 | 1886 | 1891 | 1896 |
| ---- | ---- | ---- | ---- | ---- | ---- | ---- | ---- | ---- |
| 147  | 135  | 119  | 113  | 115  | 107  | 118  | 87   | 93   |

| 1901 | 1906 | 1911 | 1921 | 1926 | 1931 | 1936 | 1946 | 1954 |
| ---- | ---- | ---- | ---- | ---- | ---- | ---- | ---- | ---- |
| 69   | 67   | 45   | 27   | 37   | 29   | 23   | 18   | 18   |

| 1962 | 1968 | 1975 | 1982 | 1990 | 1999 | 2006 | 2008 | 2013 |
| ---- | ---- | ---- | ---- | ---- | ---- | ---- | ---- | ---- |
| 16   | 17   | 13   | 13   | 14   | 21   | 18   | 17   | 19   |

| 2018 | 2022 | - | - | - | - | - | - | - |
| ---- | ---- | - | - | - | - | - | - | - |
| 6    | 7    | - | - | - | - | - | - | - |

### Loisirs
- Randonnées[1].

### Cultes
Le dernier prêtre de Pommerol décéda en 1898. Pommerol fut ensuite desservie par les prêtres de Cornillac, la commune voisine, jusqu'en 1928. Dans les années 1970-1980, ce fut le chanoine Vandamme de Rémuzat qui venait dire la messe[réf. nécessaire].

## Économie

### Agriculture
En 1992 : bois, pâturages (ovins, caprins), lavande.

## Culture locale et patrimoine

### Lieux et monuments
- Chapelle ruinée de Saint-Roman (ancien prieuré)[1].
- Église du XIXe siècle[1] (Saint-Pierre[réf. nécessaire]).
- Le Châtelas : tentative privée de reconstruction d'un château de 1973 à 2000 sur le site du castrum perché[réf. nécessaire].

### Patrimoine naturel
- Cavernes[1] : la Baume Écrite[2].

### Personnalités liées à la commune
- Pomairol, troubadour du XIIIe siècle en est originaire[réf. nécessaire][29].
- Famille Dessales, avant l'abandon du village au début du XXe siècle[réf. nécessaire].
- Éric Vuillard, Prix Goncourt 2017 pour L'Ordre du jour. Fils du docteur Paul Vuillard, il a habité Pommerol pendant son enfance et son adolescence lorsque son père a entrepris la reconstruction du village[30].
- Gos et son fils sont les auteurs de la série de bandes dessinée: Le Scrameustache. La majeure partie de l'action de l'album no 28 intitulé « Les Petits Gris » se passe dans le village de Pommerol. En préface, Gos rend hommage au docteur Vuillard.

### Héraldique, logotype et devise
| Blason de Pommerol | Blason  | De gueules à la croix d'argent, chargée de cinq coquilles de sable. |
| Blason de Pommerol | Détails | Attribué par Charles d'Hozier à la fin du XVIIe siècle.             |